# Hyperaspis limbalis
Hyperaspis limbalis är en skalbaggsart som beskrevs av Thomas Casey 1899. Hyperaspis limbalis ingår i släktet Hyperaspis och familjen nyckelpigor. Inga underarter finns listade i Catalogue of Life.